# ويليام بينون
ويليام بينون هو مترجم كندي، ولد في 1888 في فيكتوريا في كندا، وتوفي في 1958 في برينس روبيرت في كندا.